# Evangelisch-lutherische Kirche Kalvarija

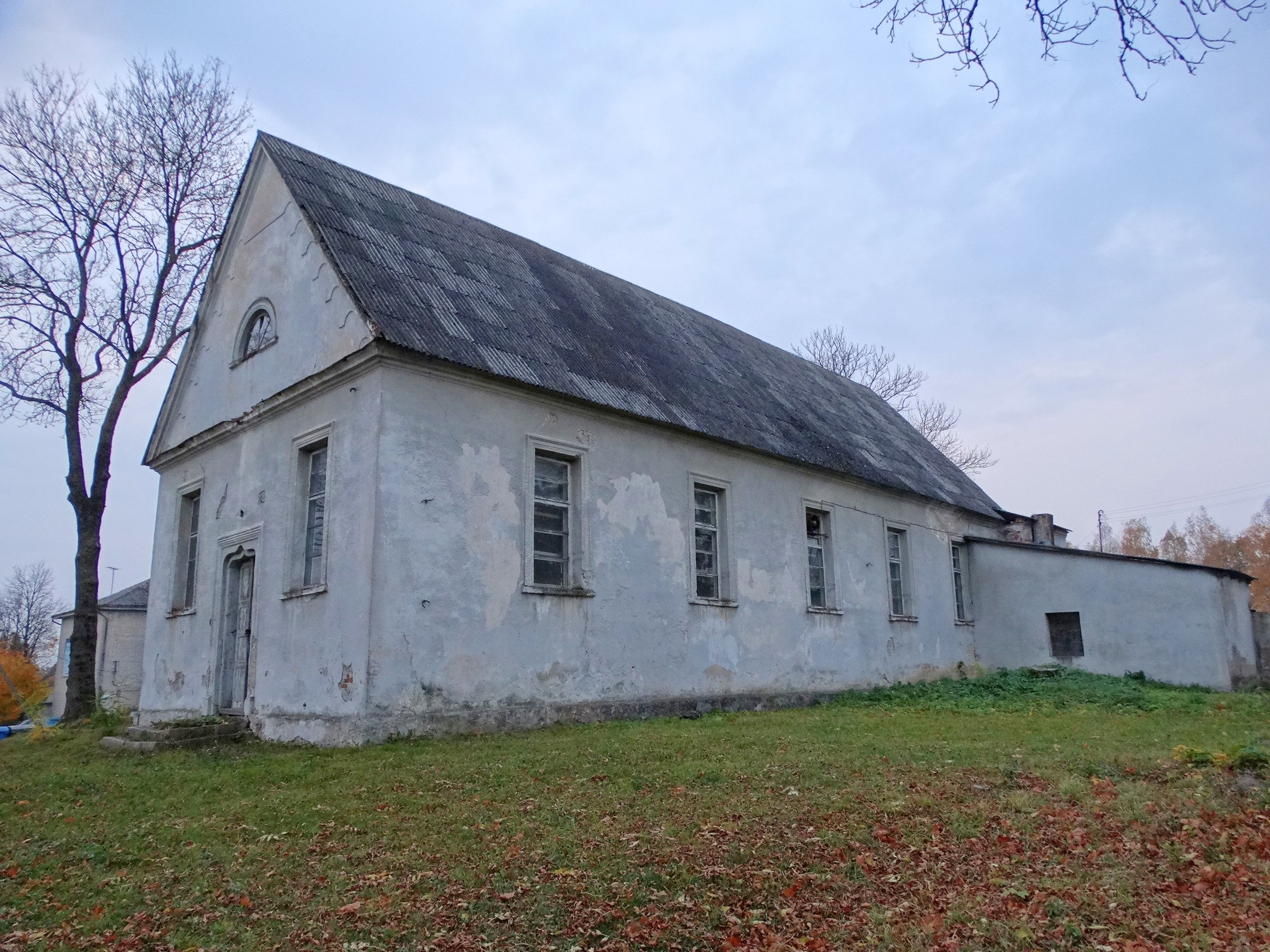
Kalvarija, evangelisch-lutherische Kirche

Die Evangelisch-lutherische Kirche Kalvarija (litauisch Kalvarijos evangelikų liuteronų bažnyčia) ist eine nicht mehr als solche genutzte evangelisch-lutherische Kirche in der Stadt Kalvarija der Gemeinde Kalvarija im Bezirk Marijampolė, Litauen. Derzeit gibt es in Kalvarija keine Pfarrei. In der zu Sowjetzeiten geschlossenen Kirche wurden eine Turnhalle und Werkstätten eingerichtet.

## Geschichte
Seit der Reformation lebten Lutheraner in der Umgebung von Kalvarija. Sie lebten unter Katholiken und hatten lange keine eigene Kirche. Um 1750 versammelten sich Lutheraner zu Gottesdiensten privat. Später errichteten die Lutheraner eine Pfarrschule und ein Gebetshaus, wo der besuchende Pfarrer Gottesdienste abhielt. 1828 erhielten die Lutheraner von den zaristisch-russischen Behörden ein Grundstück in der Nähe des Trakts Sankt Petersburg-Warschau und erhielten auch eine finanzielle Zuwendung für den Bau der Kirche. Das evangelisch-lutherische Gebetshaus wurde 1838 nach einem Entwurf von A. Majerskis in der Nähe der Pferdepostgebäude (nach anderen Angaben: 1859) erbaut. Die meisten evangelisch-lutherischen Mitglieder der Pfarrgemeinde waren Deutsche.
Als die Zahl der Lutheraner zunahm, musste die Kirche vergrößert werden, was 1890 geschah. Zur Feier des hundertjährigen Bestehens im Jahr 1938 wurde die Kirche generalüberholt. Gottesdienste wurden auf Litauisch und Deutsch abgehalten. Nach dem Zweiten Weltkrieg wurde die Kirche nicht mehr gebraucht.